# یوان ای (اسکیت باز سرعت)
یوان ای (انگلیسی: Yuan Ye؛ زادهٔ ۱ ژوئیهٔ ۱۹۷۹) اسکیت‌باز سرعت، و اسکیت‌باز سرعت، اهل چین است.